# Nicolaas Jouwe

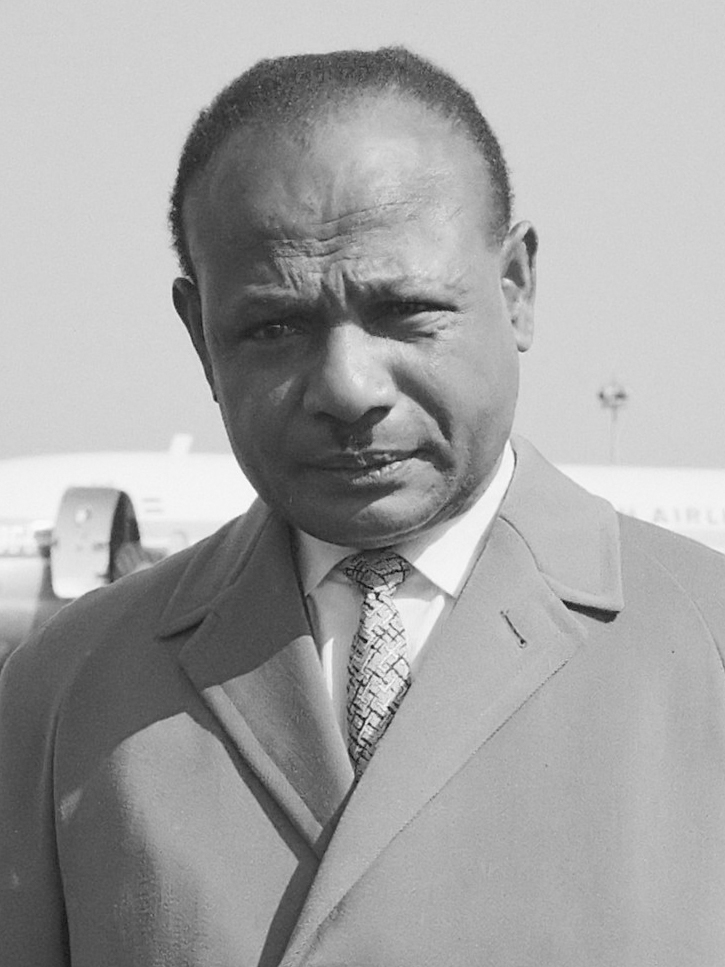
Nicolaas Jouwe (1962)

Nicolaas Jouwe (ur. 24 listopada 1923, zm. 16 września 2017) – przywódca papuaski, który został wybrany wiceprzewodniczącym Rady Nowej Gwinei w kolonialnej Holenderskiej Nowej Gwinei. Po fakcie przekazania kolonii pod administrację Tymczasowego Organu Wykonawczego ONZ (październik 1962 r.), a następnie przyłączeniu jej do Indonezji (sześć miesięcy później) opuścił Nową Gwineę na rzecz Holandii, gdzie osiadł w Delfcie. Postanowił, że nigdy nie wróci do swojej ojczyzny, jeśli ta nadal będzie okupowana przez Indonezję; jednakże w 2010 roku uczynił to, aby tam umrzeć.
W październiku 2008 r. holenderska telewizja wyemitowała film dokumentalny o życiu Jouwe. Działacz powtórzył swoje stanowisko, w którym zadeklarował, że nie będzie wracać do okupowanej przez Indonezję Papui Zachodniej. W styczniu 2009 r. został zaproszony przez rząd Indonezji do odwiedzenia ziemi przodków. Odpowiedział pozytywnie na propozycję i odwiedził kraj, w tym Papuę, w marcu 2009 r.
Jouwe zmarł 16 września 2017 r. w wieku 93 lat.